# Bill Pullman
Bill Pullman, narozen jako William Pullman (* 17. prosince 1953 Hornell, New York) je americký filmový herec.

## Osobní život
Bill Pullman se narodil v malém americkém městečku Hornell jako syn lékaře Jamese Pullmana a jeho ženy Johanny Pullmanové (rozené Blaasové), která pracovala jako zdravotní sestra.
Když mu bylo 21 let, utrpěl závažný úraz hlavy, který způsobil ztrátu čichu a ztrátu hmatu na levém lokti.
Pullman se roku 1987 oženil s tanečnicí Tamarou Hurwitz. Pár má tři potomky: herce Lewise Pullmana (známého z filmu Top Gun: Maverick), zpěvačku Maesu Pullmanovou a Jacka Pullmana.

## Herecká kariéra
U filmu debutoval roku 1986 ve vedlejší roli v americké komedií Bezcitní lidé. Milník jeho kariéry přišel již o rok později, kdy si zahrál jednu z hlavních rolí, kapitána Lona Starra, v kultovní sci-fi parodií Mela Brookse na Hvězdné války, Spaceballs (1987).
V první polovině 90. let ztvárňoval především vedlejší role v nepříliš známých, přesto úspěšných snímcích jako například: po boku Toma Hankse ve filmech Velké vítězství (1992) a Samotář v Seattlu (1993), dále v romantické komedií Mládí (1992) či po boku Richarda Gera a Jodie Foster v dramatu Návrat Sommersbyho (1993).
V polovině dekády konečně přišly další vedoucí úlohy, a to ve vánoční romantické komedií Zatímco jsi spal (1995), kde si zahrál se Sandrou Bullock, či ve slavném rodinném fantasy Casper (1995). Již o rok později zářil jako prezident USA v populárním sci-fi režiséra Rolanda Emmericha, Den nezávislosti či ve vedoucí úloze v kultovním mysteriózním filmu Davida Lynche, Lost Highway (1997). Na sklonku milénia si ještě zahrál právníka Hanka Greena v kriminálním dramatu Téměř bez šance (1999) či hlavní roli ve slavné hororové komedií Jezero (1999).
S nástupem 21. století začínala Pullmanova kariéra upadat. Opět hrál vedlejší role především v béčkových filmech, z nichž stojí za zmínku například americko-japonský horor Nenávist (2004), Scary Movie 4 (2006) či namluvení jedné z hlavních postav v animovaném filmu Titan A.E. (2000).
V posledních letech si například zopakoval svou roli amerického prezidenta Thomase J. Whitmora ve filmu Den nezávislosti: Nový útok (2016), vedle Denzela Washingtona ztvárnil jednu z vedlejších rolích v akčním thrilleru Equalizer (2014) a v pokračování Equalizer 2 (2018), nebo ve sportovní komedií Souboj pohlaví (2017). V letech 2017 až 2021 také ztvárnil ústřední postavu stárnoucího detektiva Harryho Ambrose ve velmi úspěšném kriminálním seriálu Hříšná duše, který odvysílala stanice USA Network a Netflix. Roku 2021 se po boku Ewana McGregora objevil v životopisné minisérii Halston pojednávající o slavném módním návrháři.

## Filmografie (výběr)

### Filmy
- 1986 Bezcitní lidé
- 1987 Spaceballs
- 1988 Náhodný turista
- 1991 Sen lásky
- 1992 Velké vítězství
- 1992 Mládí
- 1993 V moci posedlosti
- 1993 Samotář v Seattlu
- 1993 Návrat Sommersbyho
- 1994 Ďábelská svůdkyně
- 1994 Wyatt Earp
- 1995 Zatímco jsi spal
- 1995 Casper
- 1996 Den nezávislosti
- 1997 Lost Highway
- 1997 Linie násilí
- 1998 Efekt nula
- 1999 Téměř bez šance
- 1999 Jezero
- 2000 Šťastná čísla
- 2000 Titan A.E. - dabing
- 2002 Igby
- 2004 Nenávist
- 2004 Můj milíček ráže 6,65
- 2006 Scary Movie 4
- 2006 Pitva mimozemšťana
- 2007 Deník zabijáka
- 2008 Víno roku
- 2008 Pod kontrolou
- 2008 Phoebe v říši divů
- 2010 Vrah ve mně
- 2010 Městečko Peacock
- 2014 Equalizer
- 2015 Spící agent
- 2016 Den nezávislosti: Nový útok
- 2017 The Ballad of Lefty Brown
- 2017 Souboj pohlaví
- 2018 Equalizer 2
- 2019 Skrytá hra
- 2019 Dark Waters

### Seriály
- 2011 Torchwood
- 2012 1600 Penn
- 2017–2021 Hříšná duše
- 2021 Halston